# Peppo Mallah
Pour les articles homonymes, voir Mallah.
 (septembre 2014).
Si vous disposez d'ouvrages ou d'articles de référence ou si vous connaissez des sites web de qualité traitant du thème abordé ici, merci de compléter l'article en donnant les références utiles à sa vérifiabilité et en les liant à la section « Notes et références ».
Joseph Peppo Mallah (Ιωσήφ Πέπος Μαλλάχ) était un diplomate et un homme politique grec. Il était le cousin du grand-père de Nicolas Sarkozy.

## Biographie
Représentant de la Grèce à la Société des Nations, il siège au Parlement grec à partir de 1935.
Il fut le premier représentant diplomatique de Grèce en Israël après la création du nouvel État.